# ريتشارد دبليو. أونيل
ريتشارد دبليو. أونيل (بالإنجليزية: Richard W. O'Neill)‏ هو عسكري أمريكي، ولد في 28 أغسطس 1898 في نيويورك في الولايات المتحدة، وتوفي في 9 أبريل 1982 في فالهالا في الولايات المتحدة.